# Ogräsfisk

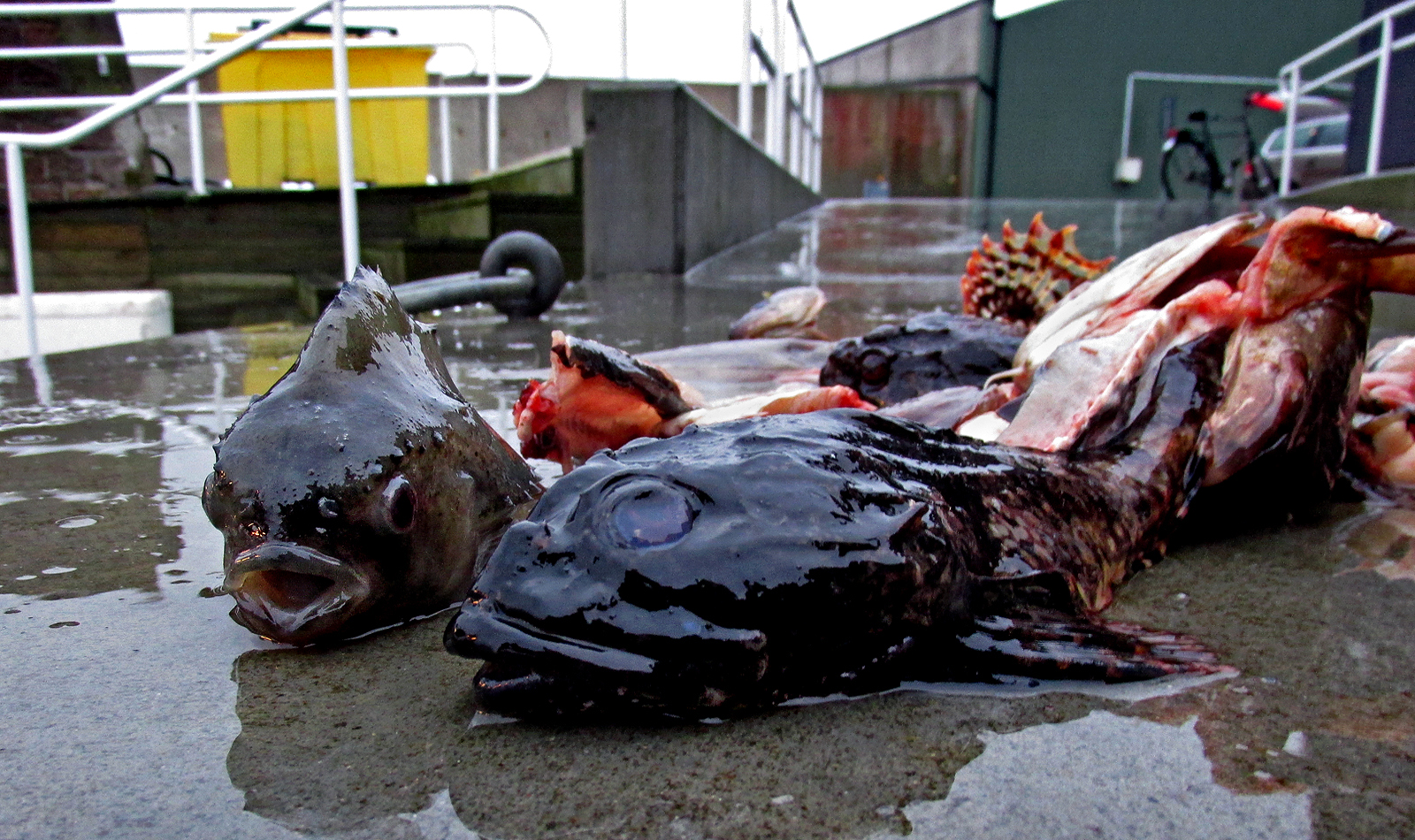
Diverse skräpfisk som lagts ut till fåglarna. Ystads småbåtshamn 2016.

Ogräsfisk, även skräpfisk, är fiskarter som ur fiskevårdessynpunkt inte är önskvärda. Ogräsfiskar bekämpas på olika sätt så att mer önskade fiskar skall gynnas eller så att vattenkvaliteten ska ändras. En fiskart kan vara önskvärd i ett vatten men ogräsfisk i ett annat. I sjöar med gädda och abborre anses mört, braxen och sarv vara ogräsfiskar, men gädda och abborre kan vara ogräsfiskar i vatten med sik och laxartade fiskar.
Det är en äldre term som inte tar hänsyn till balansen i naturen; om man utrotar till exempel gädda ifrån ett rödingvatten så uppstår lätt tusenbröder.